# William J. Randall

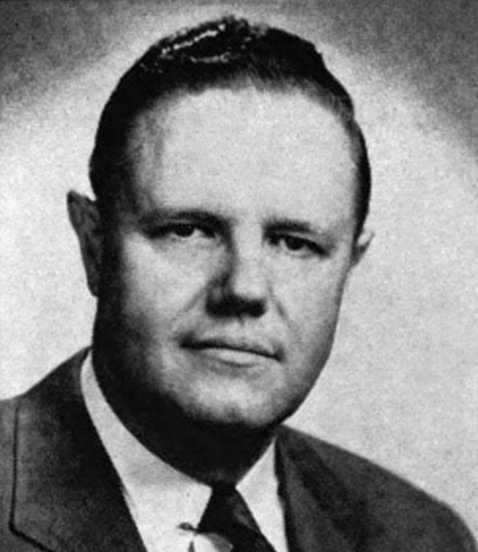
William J. Randall, um 1975

William Joseph Randall (* 16. Juli 1909 in Independence, Missouri; † 7. Juli 2000 ebenda) war ein US-amerikanischer Politiker. Von 1959 bis 1977 vertrat er den Bundesstaat Missouri im US-Repräsentantenhaus.

## Werdegang
William Randall besuchte bis 1927 die William Chrisman High School und danach bis 1929 das Junior College of Kansas City. Daran schloss sich bis 1931 ein Studium an der University of Missouri an. Nach einem Jurastudium an der Kansas City School of Law und seiner 1936 erfolgten Zulassung als Rechtsanwalt begann er in Independence in diesem Beruf zu arbeiten. Zwischen März 1943 und Dezember 1945 diente er während des Zweiten Weltkrieges als Feldwebel in der US Army. Dabei war er im südpazifischen Raum eingesetzt. Zwischen 1946 und 1959 war Randall Bezirksrichter im Jackson County.
Politisch war er Mitglied der Demokratischen Partei. Nach dem Tod des Abgeordneten George H. Christopher wurde er bei der fälligen Nachwahl für den vierten Sitz von Missouri als dessen Nachfolger in das US-Repräsentantenhaus in Washington, D.C. gewählt, wo er am 3. März 1959 sein neues Mandat antrat. Nach acht Wiederwahlen konnte er bis zum 3. Januar 1977 im Kongress verbleiben. Seit 1975 war er Vorsitzender des Select Committee on Aging, das sich mit Fragen des Alterns befasste. Er saß auch zeitweise im Streitkräfteausschuss und im Committee on Government Operations. In Randalls Zeit als Kongressabgeordneter fielen der Höhepunkt der Bürgerrechtsbewegung, der Vietnamkrieg und die Watergate-Affäre. Damals wurden auch der 23., der 24., der 25. und der 26. Verfassungszusatz ratifiziert.
1976 verzichtete William Randall auf eine weitere Kongresskandidatur. In den folgenden Jahren praktizierte er wieder als Anwalt. Er starb am 7. Juli 2000, wenige Tage vor seinem 91. Geburtstag, in seiner Heimatstadt Independence.